# Fédération Française de Billard
Die Fédération Française de Billard (FFB) ist der französische Nationalverband für Billardsport. Sie untersteht direkt der Confédération Européenne de Billard (CEB). Die FFB ist für die nationalen Belange und die Organisation von nationalen Meisterschaften in den Disziplinen Karambolage, Snooker, Poolbillard zuständig.

## Geschichte

### 1903 bis 1913
Gegründet wurde die FFB 1903 von Frantz Reichel und Théodore Vienne. Einige Monate zuvor hatten sie schon die Fédération des Sociétés Françaises des Amateurs de Billard (FSFAB) gegründet, diese aber schon nach drei Tagen aufgrund von Streitigkeiten über das Regelwerk und die Definition des Amateurstatusses von Spielern verlassen. Eine Dekade lang existierte parallel beide Verbände die ihre eigenen Weltmeisterschaften ausrichteten und beide schlossen Spieler des jeweils anderen Verbandes von der Teilnahme bei „ihrer“ WM aus.

### 1913 bis 1923
Nachdem man zu Gesprächen bereit war, konnten die Streitigkeiten beigelegt werden und man fusionierte zur neu gegründeten „Fédération Francaise des Amateurs de Billard“ (FFAB). Laut den damals getroffenen Vereinbarungen wurden nur die Weltmeisterschaften der FFB als „offizielle Weltmeisterschaften“ tituliert, obwohl die FSFAB die stärkeren Spieler auf sich vereinigte und bei ihr ab 1909 die meisten Nationen vertreten waren. Sie ging, im Gegensatz zur FFB, auch Kooperationen mit anderen Verbänden ein und war stets bemüht einen Weltverband aufzubauen. Als Grund dafür wurde die Eintragung des Namens „Championat du Monde“ (Weltmeisterschaft) bei französischen Gerichten angeführt, die FFB besaß damit die Namensrechte. Allein de Drée war noch von der FSFAB im Vorstand des neuen Verbandes aktiv vertreten, Vienne war „nur inaktiver Ehrenpräsident“, Reichel war gar nicht mehr vertreten.  Die FFAB strebte nach einer Internationalisierung, hin zum Weltverband, doch der Erste Weltkrieg machte diese Pläne zunichte. Erst 1923 ergab sich die Möglichkeit einen Weltverband, die Fédération Internationale des Amateurs de Billard (FIAB), zu gründen.

### 1923 bis 1956
Nach der Gründung der FIAB behielt man die FFAB als nationalen Verband bei und Alexandre Avé, stellvertretender Sekretär des neuen Vorstandes, war nach dem Ausscheiden von de Drée bemüht das Billard für Jedermann zugänglich zu machen. Die Bemühungen vorangegangener Präsidenten bildeten dabei den Grundstein für das FFAB-Grundgerüst, so übernahm man nationale und internationale Vorschriften und die Internationalisierung der Europa- und Weltmeisterschaften wurden festgelegt und vorangetrieben.

### 1956 bis dato
Am 22. September 1956 beriefen die Ligadelegierten eine Generalversammlung ein. Sie entschieden dort über eine erneute Namensänderung und so wurde aus der FFAB erneut die FFB. Zeitgleich gründete sich, wiederum wegen Streitigkeiten, diesmal mit der UIFAB, mit der Fédération Internationale de Billard (FIB) ein neuer europäischer Billardverband. Aus dieser wurde ein Jahr später dann die Confédération Européenne de Billard (CEB), zu deren 15 Gründungsmitgliedern die FFB gehört.
Die Liga „Ile de France“ bringt die Zeitschrift „Sport Billard“ nach mehr als zehnjähriger Pause erneut in den Druck.

## Aufgaben
Die Hauptaufgabe des FFB ist die Organisation, Förderung und Weiterentwicklung des Billardsports mit seinen verschiedenen Disziplinen. Darüber hinaus hat es die Delegationshoheit vom französischen Staat erhalten, nationale Titel zu vergeben, die technischen Regeln zu veröffentlichen und die Auswahl der französischen Athleten zu treffen, die Frankreich bei internationalen Wettkämpfen vertreten. Die FFB hat einen Verhaltenskodex der erlassen, der, unter anderem, seit 1997 die Verwendung von Elfenbeinbällen zum Schutzes bedrohter Tierarten verbietet. Er erlässt auch Regeln für sportliches Verhalten und die Dopingkontrolle. Weiterhin organisiert die FFB diverse Wettbewerbe und die französischen Meisterschaften (in allen Disziplinen). Finden Welt-,  Europameisterschaften oder der Dreiband-Weltcup in Frankreich statt, so ist die FFB, neben der UMB bzw. CEB, Hauptorganisator und Mitveranstalter.

## Präsidenten
- Frantz Reichel (1903–1913)

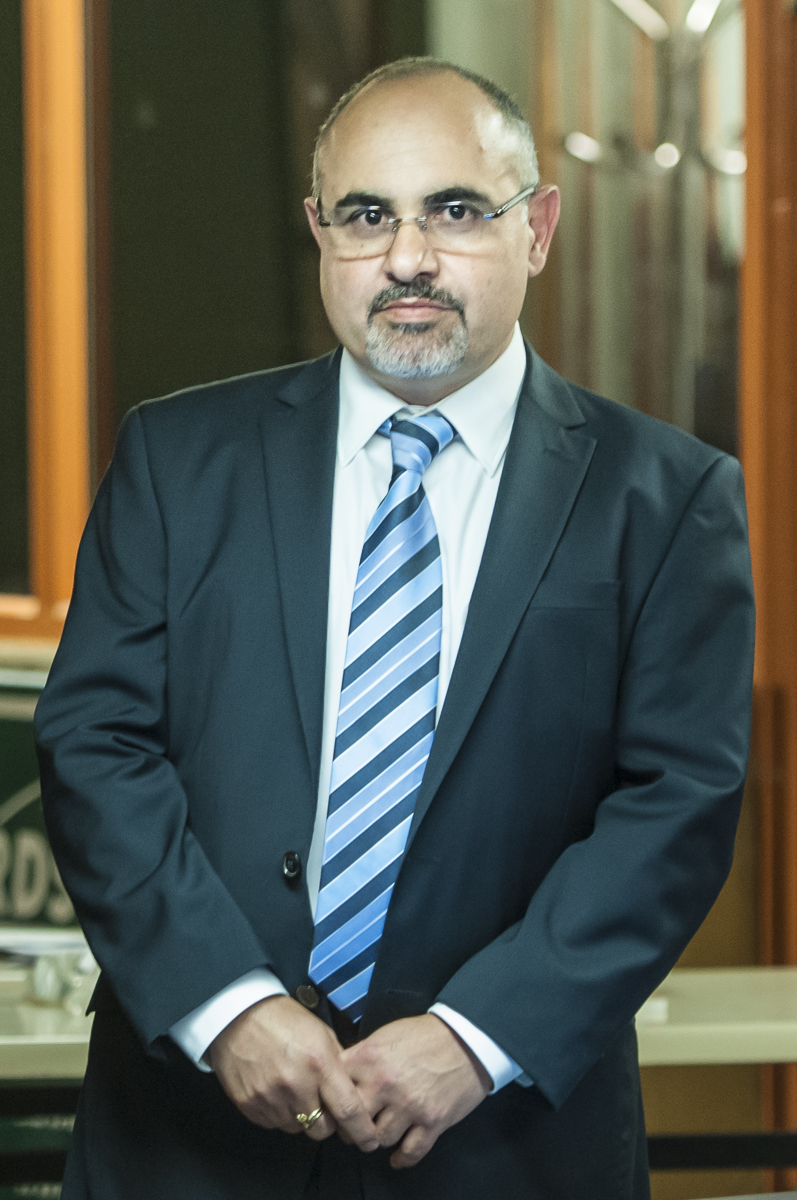
Jean-Paul Sinanian, aktueller Präsident der FFB.

- Raymond (Comte) de Drée (1913–1919)
- Théodore Vienne (1919–1921)
- Charles Darantière (1924–1928)
- Charles Faroux (1928–1956)
- Louis-Émile Galey (1956–1960)
- Albert Trillat (1960–1961)
- Marcel Bogognano (1961–1966)
- Gaston Dumage (1966–1967)
- Marcel Bogognano (1967–1968)
- Henri Diamy (1968–1970)
- Marcel Bogognano (1970–1976)
- André Heurtebise (1977–1988)
- Christian Bonnefond (1988–1989)
- François Dreher (1989–1994)
- Michel Lambert (1994–1995)
- François Schunck (1995–1996)
- Jacques Deneufve (1996–2003)
- Claude Fath (2003–2011)
- Christophe Zeidel (2011–2012)
- Dominique Béton (2012)
- Jean-Paul Sinanian (seit 2012)

## Angeschlossene Ligen 2016/17
- Auvergne-Rhône-Alpes
- Bourgognefranchecomté
- Bretagne
- Centreval de Loire
- Corse
- Grandest
- Hauts dé France
- Ile dé France
- Méditerranée
- Normandie
- Nouvelle Aquitaine
- Occitanie
- Pays de la Loire
- Réunion

## Übergeordnete Verbandsstruktur
|  |

|  |

|  |